# 仙台東道路
仙台東道路（せんだいひがしどうろ）は、宮城県仙台市で計画されている全長約7kmの自動車専用道路である。地域高規格道路の計画路線に指定されている。
仙台圏の自動車専用道路は、環状道路が「仙台○部道路」、放射状道路が「仙台○道路」と命名されている（○は方角）。そのため、供用中の仙台東部道路が仙台都市圏環状自動車専用道路（ぐるっ都・仙台）の一部を成しているのに対し、計画中の仙台東道路は仙台市都心部と仙台市東部を東西に結ぶ道路となっている。

## 概要
正式なルートは決まっていないが、構想では仙台市都心部から都市計画道路元寺小路福室線と並走し、仙台東ICと仙台港ICとの間（仙台市宮城野区鶴巻地区）で仙台東部道路に接続する案等が検討されている。
同様に仙台市都心部から放射し東北自動車道に接続する仙台西道路と直結し、完成後は西道路と一体的に国道45号および国道48号のバイパスとして仙台市を東西に貫く基幹道路を構成するほか、宮城県と仙台市が一体となって進めている宮城野原公園総合運動場を中心とした広域防災拠点の機能向上にも資すると考えられる。
また、この道路を介して仙台市都心部と三陸自動車道・常磐自動車道とが高規格で結ばれる事となり、仙台駅西側の仙台西道路・東北自動車道とのダブルネットワークが構築される事で、混雑・渋滞の緩和や災害時の迂回道路としての役割が期待される。

## 沿革
仙台東道路は1990年代前半に構想が持ち上がり、仙台市の強い要望もあって1994年12月に地域高規格道路の計画路線に指定された。その後旧建設省が音頭を取って仙台東部道路と一体的に計画を進めようとしたが、肝心の仙台市が1,000億円とも見積もられる建設費用の捻出に尻込みした事や「脱クルマ都市」を標榜した事、また仙台南部道路や仙台北部道路等の環状道路（ぐるっ都・仙台）整備が優先された事で、仙台東道路の計画は事実上凍結状態となっていた。

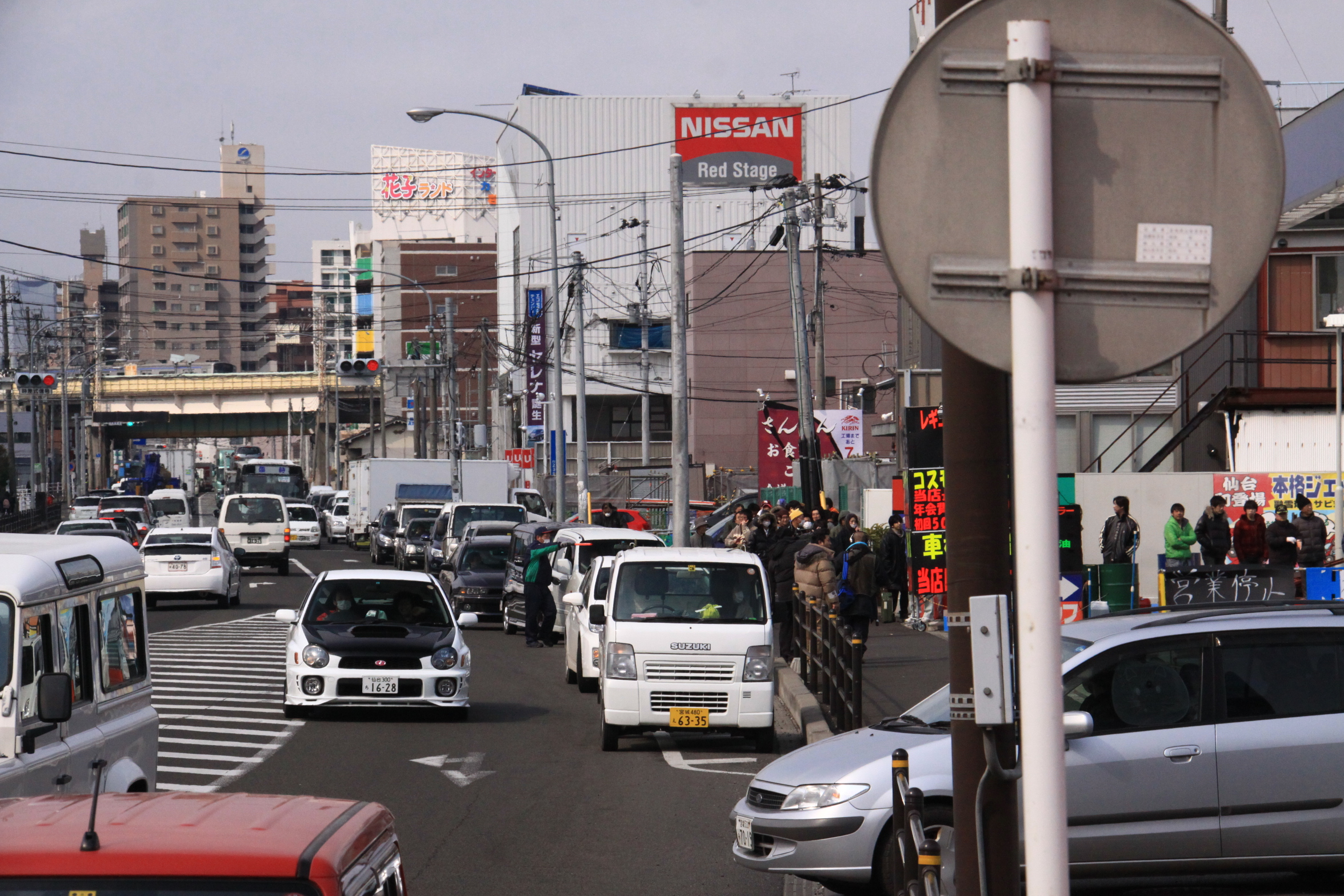
ガソリンスタンドに並ぶ車等で混雑する仙台市内の国道45号線
東日本大震災後には広域交通網としての役割を充分に発揮できなかった

しかし、導入区間となる予定の元寺小路福室線の整備が進んだ事や2011年の東北地方太平洋沖地震（東日本大震災）を経て、災害時の広域幹線道路と仙台市都心部とのアクセスの必要性が再認識された事もあり、仙台東道路の計画が再び取り沙汰された。2013年12月19日に宮城県の呼び掛けで国土交通省東北地方整備局、宮城県、仙台市、NEXCO東日本東北支社をメンバーとする「仙台東部地区道路ネットワーク検討会」が開催されると、三陸自動車道の利用者が震災前から倍増している事などが報告され、仙台東道路の建設の是非を含めた仙台市東部地区の道路交通網の将来ビジョンを2014年度中にまとめる方針を決定した。
しかし、その後も建設に積極的な宮城県に対して仙台市は消極的な姿勢を崩さず、議論は平行線で膠着状態が暫く続いてしまう事態となった。市の消極姿勢は、市道の上を高架橋で通す案が有力であるため建設費が高額である事、三陸自動車道等の混雑は復興工事の減少に伴って収まる可能性がある事、都心部への更なる車の流入につながる事、仙台市地下鉄東西線を中心とした公共交通で市東部の交通体系を考えている事等が理由とされる。
しかし、仙台東道路の整備による物流効率化や防災機能強化、交流圏拡大による観光振興等の必要性・重要性を重く見た国土交通省仙台河川国道事務所は2018年10月31日、有識者らで構成される国交相諮問機関の社会資本整備審議会（道路分科会東北地方小委員会）にて計画段階評価を実施した。審議会では事業の必要性が確認されつつも、委員からは「仙台東道路と仙台西道路とを直結する案」「仙台西道路とは直結せず、新たに整備する環状道路を介して仙台西道路に連絡する案」等の意見が出されたという。
その後、仙台河川国道事務所は主に宮城野区・若林区の沿線住民や石巻市・岩沼市等の地域住民、関係機関を対象としたアンケートを2019年3月まで実施した。アンケート内容は現在の交通網が抱える課題や整備後の重視項目等、道路の必要性や整備方針に関するものであった。今後は、初回のアンケート結果を踏まえてルート比較に関する2回目のアンケートを実施し、社会資本整備審議会で再度の議論を経て、対応方針の決定と事業化を目指す事となる。